# Hermione Baddeley
Hermione Youlanda Ruby Clinton-Baddeley (Broseley, 13 novembre 1906 – Los Angeles, 19 agosto 1986) è stata un'attrice britannica naturalizzata statunitense.

## Biografia

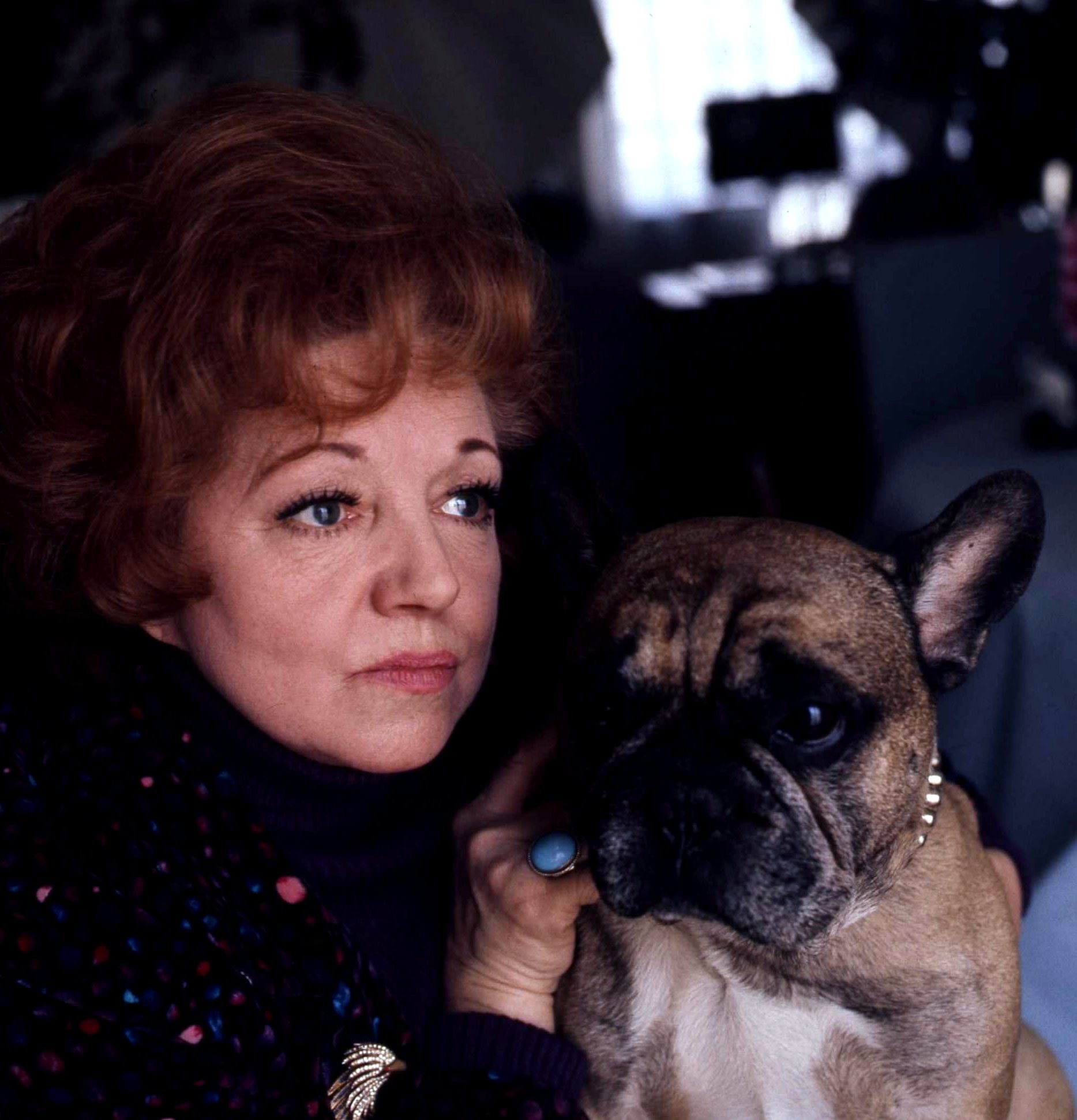
Hermione Baddeley a Londra nel 1978

Il padre, W.H. Clinton-Baddeley (morto nel 1929), era britannico, mentre la madre, Louise Bourdin (morta nel 1932), era francese.
Sorella dell'attrice Angela Baddeley, ottenne una candidatura all'Oscar alla miglior attrice non protagonista per La strada dei quartieri alti (1959), conseguendo in quest'occasione anche un record per la performance più breve mai candidata al prestigioso premio, dato che lei recitava in totale per soli 2 minuti e 19 secondi.
Recitò dal 1928 fino alla sua morte, avvenuta a Los Angeles il 19 agosto 1986, all'età di 79 anni, per un ictus.

## Vita privata
Fu sposata dal 1928 al 1937 con l'aristocratico David Pax Tennant, da cui ebbe due figli, Pauline (1929-2008) e David Edward (1930), e dal 1940 al 1946 con il soldato J.H. Willis. Ebbe una relazione con l'attore Laurence Harvey.

## Filmografia parziale

### Cinema
- Brighton Rock, regia di John Boulting (1947)
- Passaporto per Pimlico (Passport to Pimlico), regia di Henry Cornelius (1949)
- Lo schiavo dell'oro (Scrooge), regia di Brian Desmond Hurst (1951)
- Espresso Bongo (Expresso Bongo), regia di Val Guest (1959)
- La strada dei quartieri alti (Room at the Top), regia di Jack Clayton (1959)
- Merletto di mezzanotte (Midnight Lace), regia di David Miller (1960)
- Scotland Yard in ascolto (Information Receveid), regia di Robert Lynn (1961)
- Voglio essere amata in un letto d'ottone (The Unsinkable Molly Brown), regia di Charles Walters (1964)
- Mary Poppins, regia di Robert Stevenson (1964)
- Harlow, regia di Alex Segal (1965)
- Patto a tre (Marriage on the Rocks), regia di Jack Donohue (1965)
- Non disturbate (Do Not Disturb), regia di Ralph Levy (1965)
- Un maggiordomo nel Far West (The Adventures of Bullwhip Griffin), regia di James Neilson (1967)
- Il più felice dei miliardari (The Happiest Millionaire), regia di Norman Tokar (1967)
- Gli Aristogatti (The Aristocats), regia di Wolfgang Reitherman (1970) - Voce
- Il caso Drabble (The Black Windmill), regia di Don Siegel (1974)
- Brisby e il segreto di NIMH (The secret of NIMH), regia di Don Bluth (1982) - Voce

### Televisione
- Mr. Novak – serie TV, episodio 1x22 (1964)
- Questa sì che è vita (The Good Life) – serie TV, 15 episodi (1971-1972)
- Maude – serie TV, 45 episodi (1974-1977)
- Charlie's Angels – serie TV, episodio 3x10 (1978)
- La casa nella prateria (Little House on the Prairie) – serie TV, 3 episodi (1977-1979)
- Wonder Woman – serie TV, episodio 3x18 (1979)

## Doppiatrici italiane
Nelle versioni in italiano delle opere in cui ha recitato, Hermione Baddeley è stata doppiata da:
- Franca Dominici in Merletto di mezzanotte, Voglio essere amata in un letto d'ottone, Un maggiordomo nel Far West, Charlie's Angels
- Dhia Cristiani in La strada dei quartieri alti, Mary Poppins
- Lydia Simoneschi in Patto a tre, Il più felice dei miliardari
- Flora Carosello in La casa nella prateria

Come doppiatrice è stata sostituita da:
- Wanda Tettoni in Gli Aristogatti
- Isa Bellini in Brisby e il segreto di NIMH

## Riconoscimenti
Premi Oscar 1960 – Candidatura all'Oscar alla miglior attrice non protagonista per La strada dei quartieri alti